# 郑仁泰
郑仁泰(601年—663年11月19日)，名广，字仁泰，以字行，荥阳开封人。唐朝武将、同安郡公。

## 生平
郑仁泰很早就是秦王府中的将领，被李世民引为腹心左右。武德二年，跟随秦王李世民征讨王世充、窦建德，武德五年，授帐内旅帅。武德九年（626年）六月初四，郑仁泰与长孙无忌、尉迟敬德、侯君集、张公谨、刘师立、公孙武达、独孤彦云、杜君绰、李孟尝等九人，跟随李世民发动玄武门之变，杀死太子李建成、齐王李元吉，辅助李世民登上皇位。以功授游击将军，赐爵归政县侯，食邑七百户，别食绵州实封二百户。时年26岁。
贞观四年（630年），除丰浩府左别将，进爵为归政县公，邑一千户。贞观七年（633年），迁归政府统军。贞观十三年（639年），改封宿松县公，别食舒州，二百户如故。贞观十七年（643年），拜左卫翊一府中郎将，加授护军。李世民亲征高句丽，他负责胜州道行军副总管，进授忠武将军。战后检校右武侯将军，加上柱国，稍后，转左屯卫将军，改封同安郡公，食邑二千户。贞观二十一年（647年）三月，诏左武卫大将军牛进达为青丘道行军大总管，右武卫将军李海岸副之，自莱州度海；李世勣为辽东道行军大总管，右武卫将军孙贰朗、右屯卫大将军郑仁泰副之，率营州都督兵，繇新城道以进。
永徽四年（653年），授银青光禄大夫、使持节灵、盐二州都督。显庆二年（657年），入为右武卫大将军，仍检校右卫、右领军二大将军事。显庆五年（660年），铁勒的思结、拔野古、仆固、同罗四部发生叛乱，郑仁泰以左武卫大将军率兵征讨，三战三捷，并追击百余里，杀死了拔野古的首领，讨平了仆固等部。
龙朔元年（661年），郑仁泰为铁勒道行军大总管，燕然都护刘审礼、左武卫将军河东县男薛仁贵为副大总管；鸿胪卿萧嗣业为仙崿道行军大总管，右屯卫将军孙仁师为副大总管；左骁卫大将军阿史那忠为长岑道行军大总管，三路征讨铁勒九姓部落。二年（662年）三月初一郑仁泰、薛仁贵率唐军和铁勒九姓战于天山，大破九姓部众十余万，并将降军全部坑杀。接着，挥军追击至漠北，俘叶护兄弟3人而还。九姓遂衰。
铁勒的思结、多滥葛等部落闻唐军来攻，纷纷投降。但郑仁泰并不接纳，而是纵兵劫掠各部，用以奖赏唐军，思结各部被迫远逃。郑仁泰又据侯骑(侦察兵)报告铁勒辎重畜牧在附近，遂率轻骑兵14000人，昼夜北进，越过大沙漠，至仙萼河(今蒙古色楞格河)，却不见铁勒兵，粮尽而还。返回路上由于粮食耗尽，又遇到了暴风雪，辎重全部丢弃，士兵饿死大半，甚至人自相食。待回到边塞，只剩二十分之一士卒（800人左右）。
龙朔三年（663年），除为凉甘肃伊瓜沙六州诸军事、凉州刺史。时吐蕃攻破吐谷浑，慕容诺曷钵与弘化公主率领残落败走凉州，高宗诏令凉州都督郑仁泰为青海道行军大总管，率将军独孤卿云等驻守凉州、鄯州，以备吐蕃。左武候大将军苏定方为安集大使，调解两国恩怨。
龙朔三年十一月十九日遘疾薨于凉州官舍，年六十三。诏赠使持节代忻朔蔚四州诸军事、代州刺史，陪葬昭陵。

## 家族
曾祖郑景，北齐金紫光禄大夫、阳平太守、荥阳郡公，追赠司州刺史。祖父郑继叔，北齐咸阳王斛律光的记事参军。父郑德通，隋眉州录事参军，唐朝追赠使持节平州诸军事、平州刺史。子郑山雄、郑玄果。

## 郑仁泰墓志铭
郑仁泰墓志铭，1971年出土于陕西醴泉县烟霞乡马寨村西南约250米处郑仁泰墓中，现存于昭陵博物馆。志盖厚12.1里面，底边长72.1厘米，左边部分残缺，可见篆书“大唐右武卫大将军使持节凉州”诸字。志石边长72.1厘米，厚13.5厘米，志文正书，共37行，满行37字，四侧装饰十二异兽，右上角残缺。

大唐故右武卫大将军使持节都督凉甘肃伊瓜沙等六州诸军事凉州刺史上柱国同安郡开国公郑府君墓志铭并序

　　公讳广，字仁泰，荥阳开封人也。丹羽疏祥，宅豳郊而启祚；缁衣流詠，基圃田而创趾。邦族所以传华，人英由其叠秀。汉宫擅响，先纡听履之荣；晋野翘谋，爰峻同舆之礼。誉光遐祀，道被绵书。曾祖景，齐金紫光禄大夫、阳平太守、荥阳郡公，赠司州刺史。清规纬俗，逸响雄邦。剖竹光于百城，分符重于千赋。祖继叔，齐咸阳王记室参军。推毂儒门，蹑奇踪于武库；擅场词苑，掌逸翰于文房。父德通，隋眉周录事参军，皇朝赠使持节、平州诸军事、平州刺史。雅志不申，屈涵牛之巨星；其后必大，侈纳驷之〇闳。种德攸基，是钟英胤。公骊泉孕祉，鶠穴疏祯。郁秀气以横旻，照清襟而毓景。幼殚剑术，蓄〇勇于仁术；早究钤微，辩灵心于智域。由是侠徒竦辔，趋季诺以轻金；义士摩肩，企陈风而委漆。芳驰帝宇，志期王佐。譬诸鲲化，仰曾穹以希矫；均彼龙媒，素长飙而佇驾。未光筮仕，遽属屯蒙。饵石腾氛，拔山纵毒。吠尧助桀，争践畏途；讬隗依袁，俱迷覆轨。公情机独照，智绪无端。察东井之祥星，辩南舂之佳气。义旗初奋，首参幕府。情切踰梁，事符归亳。太宗龙田未矫，屈天飞于五官；豹略穷微，纵神兵于九伐。引公为腹心左右，荐扈龚行。武德二年，从往长春宫留守。是岁，从平刘武周、宋金刚于汾晋之野。三年，从讨王充、窦德于瀍洛之郊。莫不贾勇推锋，先鸣衄锐。马陵削树，初陷绿林之丑；鹤列疏营，爰体绛宫之略。虽禀省筭，盖亦公之助焉。五年，授帐内旅帅。于时储闱阶乱，祸极戾园。季邸挻妖，蠹殷傲象。兵缠丹掖，沴集紫宸。公奉睿略于小堂，肃严诛于大义。二凶式殄，谅有力焉。其年，授游击将军，赐爵归政县侯、邑七百户、别食绵州实封二百户。贞观四年，除丰浩府左别将，进爵为公，邑一千户。七年，迁归政府统军。十三年，改封宿松县公，别食舒州，实封邑户如故。十七年，拜左卫翊一府中郎将，加授护军，寻授胜州道行军副总管，进授忠武将军。任切司阶，寄齐分阃。肃鸾闱而载警，竦鶡弁以申威。辰服稽诛，偷安鳀壑。帝赫斯怒，亲总龙韬。敕公检校右领军将军，仍押左飞骑仗，又领右五马军总管。开营偃月，掩玄兔以屠城；挥刃浮星，踰白狼而静祲。凯旋之日，诏检校右武候将军，加上柱国，寻授左屯卫将军，改封同安郡公、邑二千户。洎乎大横启繇，下武承天。载佇惟良，式求人瘼。永徽四年，授银青光禄大夫、使持节、灵盐二州都督。寄深杖钺，叶潜祯于八翅；境接控弦，静边尘于十角。绥藩之要，寔重汉飞；登坛之礼，终思赵服。显庆二年，入为右武卫大将军，仍检校右卫、右领二大将军事。寻以龚奴怙乱，命公为卢山、降水、铁勒三大总管，甘山、葛水隶焉。飞旌榆塞，誓军麦壤。承庙略于玉堂，翦獯酋于银峤。绝漠之地，式清绛节；流沙之野，佇闢丹帷。除公为凉甘肃伊瓜沙六州诸军事、凉州刺史，时龙朔三年。扇转扬仁，初降随轮之雨；剑鸣告沴，俄悲折旆之风。以龙朔三年岁次癸亥十一月十九日遘疾，薨于官舍，春秋六十有三。冕旒轸悼，下诏褒崇，赠使持节代忻朔蔚四州诸军事、代州刺史，仍令陪葬昭陵。丧事所资，随由官给。鼓吹仪仗，送至墓所。五品一人监护。粤以麟德元年十月廿三日窆于九嵕山之南麓，旌勋旧也。有子山雄，瞻楹嗣范，望岵缠哀，以为姬籀书芳，空传蠹简；燕峰勒美，俄迁夜滓。镂贞础于泉扉，庶清猷之不昧。其铭曰：

杖钺飞英，衔珠降祯。猗欤上哲，独擅雄名。绮龄振彩，冠岁腾声。彫虫驰虑，跨马纡情。

早逢运闭，先徵社鸣。功申横草，绩亮披荆。纵鳞水击，矫翰霄征。化甄榆塞，威腾薤城。

金微祲静，玉帐尘清。犀轩〇轫，鶡珥彯缨。佇希升壁，俄嗟梦琼。小棠寝讼，细柳虚营。

宸襟悼往，缛礼昭荣。穀林陪〇，〇〇启茔。霜凝素幰，风断丹旌。悲玄扃之不曙，勒翠琬以题贞。